# Fristenstruktur
Die Fristenstruktur ist ein kaufmännischer Prozess, bei dem das Handling der Zahlungsfristen ein ausschlaggebender Faktor zur Liquiditätssteuerung darstellt.
Gewährt ein Lieferant einem Unternehmen 60 Tage Zahlungsziel, so könnte es bei dem Weiterverkauf eines Produktes nur 30 Tage Zahlungsziel gewähren.
Der Lieferant finanziert in diesem Fall den Handel des Unternehmens über das Zahlungsziel.
Das Unternehmen erhält den Rechnungsbetrag des Kunden, bevor es selbst an den Lieferanten zahlen muss, und könnte so, theoretisch, ohne Liquiditätsreserven Handel betreiben.